# 小林喜光
小林 喜光（こばやし よしみつ、1946年11月18日 - ）は、日本の実業家。東京電力ホールディングス取締役会長、日本生産性本部会長。元三菱ケミカルホールディングス代表取締役会長、元経済同友会代表幹事。山梨県南アルプス市生まれ。

## 経歴
- 1946年：山梨県生まれ[2]
- 1965年：山梨県立甲府第一高等学校卒業[2]
- 1969年：東京大学教養学部基礎科学科卒業[3]
- 1971年：東京大学大学院理学系研究科相関理化学専攻修士課程修了
- 1972年：ヘブライ大学（イスラエル）物理化学科（国費留学）
- 1973年：ピサ大学（イタリア）化学科（留学）
- 1974年：三菱化成工業（現・三菱ケミカル）入社
- 1975年：東京大学理学博士号取得[4]
- 1996年：三菱化学情報電子カンパニー記憶材料事業部長兼三菱化学メディア取締役社長
- 2005年：三菱化学常務執行役員兼三菱化学科学技術研究センター取締役社長
- 2006年：三菱ケミカルホールディングス取締役兼三菱化学常務執行役員兼三菱化学科学技術研究センター取締役社長
- 2007年：三菱ケミカルホールディングス取締役社長兼三菱化学取締役社長
- 2009年：三菱ケミカルホールディングス取締役社長兼三菱化学取締役社長兼地球快適化インスティテュート取締役社長
- 2011年：経済同友会副代表幹事就任
- 2012年：三菱ケミカルホールディングス取締役社長兼三菱化学取締役会長兼地球快適化インスティテュート取締役社長、東京電力及びジャパンディスプレイ社外取締役就任（～2015年）、石油化学工業協会会長就任（～2014年）[5]
- 2013年：経済財政諮問会議議員就任（～2014年）
- 2014年：産業競争力会議議員就任（～2018年）[6]
- 2014年：日本化学工業協会会長就任（～2016年）[7]
- 2015年：経済同友会代表幹事就任、三菱ケミカルホールディングス代表取締役会長(〜2021年6月)、産業競争力懇談会理事長（～2018年）、東芝社外取締役 (2020年まで)
- 2016年：未来投資会議構造改革徹底推進会合会長（企業関連制度・産業構造改革・イノベーション）
- 2018年：総合科学技術・イノベーション会議議員、日本銀行参与
- 2019年 : 経済同友会代表幹事を退任。カーボンリサイクルファンド会長、規制改革推進会議議長（～2021年）[8]
- 2020年：日本化学会会長（～2022年）[9]、日本工学アカデミー会長（～2024年）[10]、みずほフィナンシャルグループ社外取締役
- 2021年：東京電力ホールディングス取締役会長[11]、三菱ケミカルホールディングス取締役（2022年6月まで）
- 2023年：Rapidus（株）社外取締役
- 2025年：日本生産性本部会長

## 発言
ガッツ・モラトリアム
2019年12月15日、小林はNHK日曜討論で、博士後期課程の大学院生や若手研究者の減少、日本の科学研究の在り方について、自らも大学院出身であるにもかかわらず、「大学院はモラトリアム」、「ガッツが必要」などと発言した。

## 著作
- 川野 敏史、橋本 高志、小林 喜光「光変調O/W用ディスクの成膜条件検討 : 画像情報記録」『テレビジョン学会技術報告』ISSN 0386-4227、一般社団法人 映像情報メディア学会、1992年。第16巻第15号、13-17頁。doi: 10.11485/tvtr.16.15_13、NAID 110003685072。
- 小林 喜光、山崎 豪敏、石井 洋平「トップインタビュー 小林喜光/三菱ケミカルホールディングス社長 オレたちの存在意義は何か。その確認作業が必要なときです」『週刊東洋経済』、ISSN 0918-5755、東洋経済新報社、2007-07-07。第6089号、80-82頁。NAID 40015436706。
- 横山 進一、小林 喜光「日・EU経済統合の実現を目指して--日・EU・EPAに関する第二次提言を発表」『経済trend』、ISSN 1347-6300、日本経済団体連合会、2009-06。第57巻第6号、68-70頁。NAID 40016703248。
- 小林 喜光「生きることに真剣に向き合えば自ずと変わる 「なぜ世界一になれないか」と怒れる社員になれ 三菱ケミカルHD 小林喜光社長 (激増「守りに入る、言い訳する、逃げる人」の心理学 なぜ、あなたは変われないか?) -- (大チェンジの時代、30年分の変化がこの一年に起きている 経営者直言「常識を裏切れ、心の新陳代謝を早回しせよ」)」『プレジデント』、ISSN 0032-7751、プレジデント社、2010-02-15。第48巻第5号、28-30頁。NAID 40016921320。
- 小林 喜光「経営新潮流 三菱ケミカルホールディングス 小林喜光の経営教室 (第1回）構造改革の論理 経営はアートではない」『日経ビジネス』、ISSN 0029-0491、日経BP社、2013-07-08。第1698号、48-53頁。NAID 40019681900。
- 小林 喜光「経営新潮流 三菱ケミカルホールディングス 小林喜光の経営教室 (第2回）人を動かす論理 外堀を埋めて退路を断つ」『日経ビジネス』、ISSN 0029-0491、日経BP社、2013-07-15。第1699号、72-75頁。NAID 40019690971。
- 小林 喜光「経営新潮流 三菱ケミカルホールディングス 小林喜光の経営教室 (第3回）事業創出の論理 イノベーションに偶然はない」『日経ビジネス』、ISSN 0029-0491、日経BP社、2013-07-22。第1700号、56-59頁。NAID 40019699079。
- 横山 進一、小林 喜光「日欧経済交流のさらなる拡大に向けて : 訪欧ミッションを派遣」『経団連』、ISSN 2187-1485、日本経済団体連合会、2013-09。第61巻第9号、42-44頁。NAID 40019800087。
- 奥 正之、小林 喜光「金融界、産業界のトップが訴える 日本企業は長期戦を覚悟せよ (2014年日本経済はどうなるか)」『文芸春秋』、文芸春秋、2014-02。第92巻第3号、132-142頁。NAID 40019934140。
- ボック クルト、リバリス アンドリュー、小林 喜光「シンポジウム パネルディスカッション 化学は21世紀に何を目指すべきか 持続可能な社会への貢献と信頼獲得へ団結 (特集 日本初開催「ICCA理事会」併催イベント）」『化学経済』、ISSN 0453-0683、化学工業日報社、2014-07。第61巻第8号、112-121頁。NAID 40020131822。
- 小林 喜光、飯田 展久「インタビュー 経済同友会代表幹事 小林喜光氏 経営者は「心の岩盤」崩せ (特集 一億総無責任社会 日本が危ない : 先送り経営と決別せよ)」『日経ビジネス』、ISSN 0029-0491、日経BP社、2016-01-11。第1823号、60-63頁。NAID 40020693324。
- 小林 喜光、大八木 成男、木川 眞、佐藤 義雄、宮田 孝一「特集 2016年度 新副代表幹事 座談会 Japan2.0へ「SAITEKI社会」を描く」『経済同友』、ISSN 1343-5159、経済同友会、2016-06。第789号、2-10頁。NAID 40020896486。
- 小林 喜光、齋藤 孝光「経済同友会創立70周年 提言 「Japan2.0」発表に際して 若者や地方に活性化の「場」を提供したい」『中央公論』ISSN 0529-6838、中央公論新社、2017-01。第131巻第1号、220-227頁。NAID 40021018521。
- 小林 喜光「地球と共存する経営」『学士会会報』、学士会、2017-07。第2017巻第4号、4-15頁。NAID 40021255993。
- 小林 喜光「経済同友会 小林代表幹事祝辞 (創立百周年記念号）-- (日本工業倶楽部創立百周年記念祝賀会）」『会報』、日本工業倶楽部、2017-07。第261号、13-17頁。NAID 40021284174。
- 末松 誠、小林 喜光「対談 "幸福な人生100年"を支援する医療 (特集 20年後の医療）」『アニムス = Animus : 最新医療情報誌』ISSN 1342-0119、[LSIメディエンス] アニムス編集委員会、2019年。第24巻第3号、3-14頁。NAID 40021957530。
- 小林 喜光、伊佐山 元、妹尾 堅一郎、新浪 剛史、程 近智「パネルディスカッション 「Japan 2.0 最適化社会」の実現に向けて (特集 シンポジウム Japan 2.0 最適化社会の設計 : モノからコト、そしてココロへ）」『経済同友』、ISSN 1343-5159、経済同友会、2019-02。第815号、8-13頁。NAID 40021827224。
- 小林 喜光「Interview 最高決定機関が親睦会に? 長老が明かす金曜会の議題 (特集 三菱・三井・住友 : 財閥グループの真実) -- (三大財閥グループの大異変)」『週刊ダイヤモンド = Diamond weekly』、ダイヤモンド社、2019-07-20。第107号、28頁。NAID 40021940585。
- 三枝 匡、小林 喜光、東 昌樹「目覚めるニッポン 特別対談 ミスミグループ本社シニアチェアマン 三枝匡×三菱ケミカルホールディングス会長 小林喜光 周回遅れでも勝機ある」『日経ビジネス = Nikkei business』、ISSN 0029-0491、日経BP、2019-08-05。第2002号、68-71頁。NAID 40022001117。
- 小林喜光「"モノ"の消費から"コト"消費の時代、日本企業が生きる道は 革命期に入った今、日本企業はデジタルをベースにした技術をどれだけ本物にしていけるかを問われている (特集 三菱ケミカルHD・小林喜光の「茹でガエル日本からの脱出」論)」『財界』、財界研究所、2020-02-26。第68巻第5号、36-39頁。NAID 40022146828。